# Короленков Антон Вікторович
Антон Вікторович Короленков (нар. 27 жовтня 1971, Москва, РРФСР) — російський антикознавець, фахівець з античної історіографії та історії громадянських війн у Стародавньому Римі. Кандидат історичних наук.

## Біографія
В 1993 році з відзнакою закінчив Історико-архівний інститут РДГУ.
У 1998 році в Московському міському педагогічному університеті захистив дисертацію на здобуття наукового ступеня кандидата історичних наук за темою «Квінт Серторій і громадянські війни в Римі». З 2001 року працює в редакції журналу «Нова і новітня історія», з 2013 — «Вісника древньої історії». Доцент Державного академічного університету гуманітарних наук.
Член робочої групи антикознавчого збірника «Studia historica» та редакційної колегії збірника «Античний світ та археологія», який видає Саратовський державний університет. Спільно з В. О. Нікішиним (МДУ) брав участь у передачі «Ч істини» телеканалу «365».
Основна сфера наукових інтересів — початковий етап громадянських воєн в Римі, від руху Гракхів до повстання Серторія, а також антична історіографія, насамперед творчість Саллюстія. Публікує також роботи з історії Давньої Русі та історіографії Другої світової війни і її передодня.

## Вибрані наукові праці

### Книги
- Квинт Серторий: политическая биография. СПб.: Алетейя, 2003
- Сулла. М.: Молодая гвардия, 2007 (у співавторстві з Є. В. Смиковим)

### Статті
- Князь Святослав Ярославич и некоторые аспекты его политики // Отечественная история. 2003. № 4. С. 158—166
- Об особенностях восприятия времени в плутарховой биографии Сертория // Studia historica. Вып. IV. М., 2004. С. 112—120
- Из жизни Вибия Пакциана, клиента Красса // Studia historica. Вып. V. М., 2005. С. 68–75
- Ещё раз о репрессиях в РККА в предвоенные годы // Отечественная история. 2005. № 2. С. 154—162
- Образ Мария у Саллюстия // Вестник древней истории. 2008. № 4. С. 94–114
- Легенда о братьях Филенах и её место в Bellum Iugurthinum Саллюстия // Studia historica. Вып. IX. M., 2009. С. 106—116
- Город в сочинениях Саллюстия // Studia historica. Вып. XII. М., 2012. С. 136—147
- Caedes mariana и tabulae sullanae: террор в Риме в 88–81 гг. до н.э. // Вестник древней истории. 2012. № 1. С. 195—212
- Марий, Цинна и Метеллы // Вестник древней истории. 2013. № 4. С. 112—122
- Процесс Рутилия Руфа и его политический контекст // Вестник древней истории. 2014. № 3. С. 59–74
- Законодательство Публия Сульпиция и особенности его социально-политического контекста // Вестник древней истории. 2015. № 3. С. 30–45
- Луций Марций Филипп в годы первой гражданской войны в Риме // Вестник древней истории. 2018. № 1. С. 13–27.
- Письмо Митридата в ‘Historiae’ Саллюстия: пропаганда римская и понтийская // Studia historica. Вып. XVI. M., 2018. C. 124—139